# Abjasia Democrática
Abjasia Democrática (en abjasio: Идемократиатәу Аԥсны) fue un partido político en la parcialmente reconocida República de Abjasia, aunque de iure pertenece a la República Autónoma de Abjasia de Georgia.

## Historia
El 23 de diciembre de 2015, Abjasia Democrática celebró su congreso fundacional. El congreso eligió como primer presidente a Astamur Logua, exlíder del sección juvenil del Partido Socialdemócrata de Abjasia, y como vicepresidentes a Aleksandr Tsyshba, Oleg Minosyan y Tamaz Jashba.
El 4 de marzo de 2016, Abjasia Democrática rechazó por inconveniente un referéndum planeado para celebrar elecciones presidenciales anticipadas.El 1 de febrero de 2017, el Ministerio de Justicia invalidó el registro de Abjasia Democrática.

## Ideología
Abjasia Democrática se posiciona como un partido centrista, a favor de la introducción de un sistema electoral mixto (comparado con el actual sistema de distritos).